# Arnês

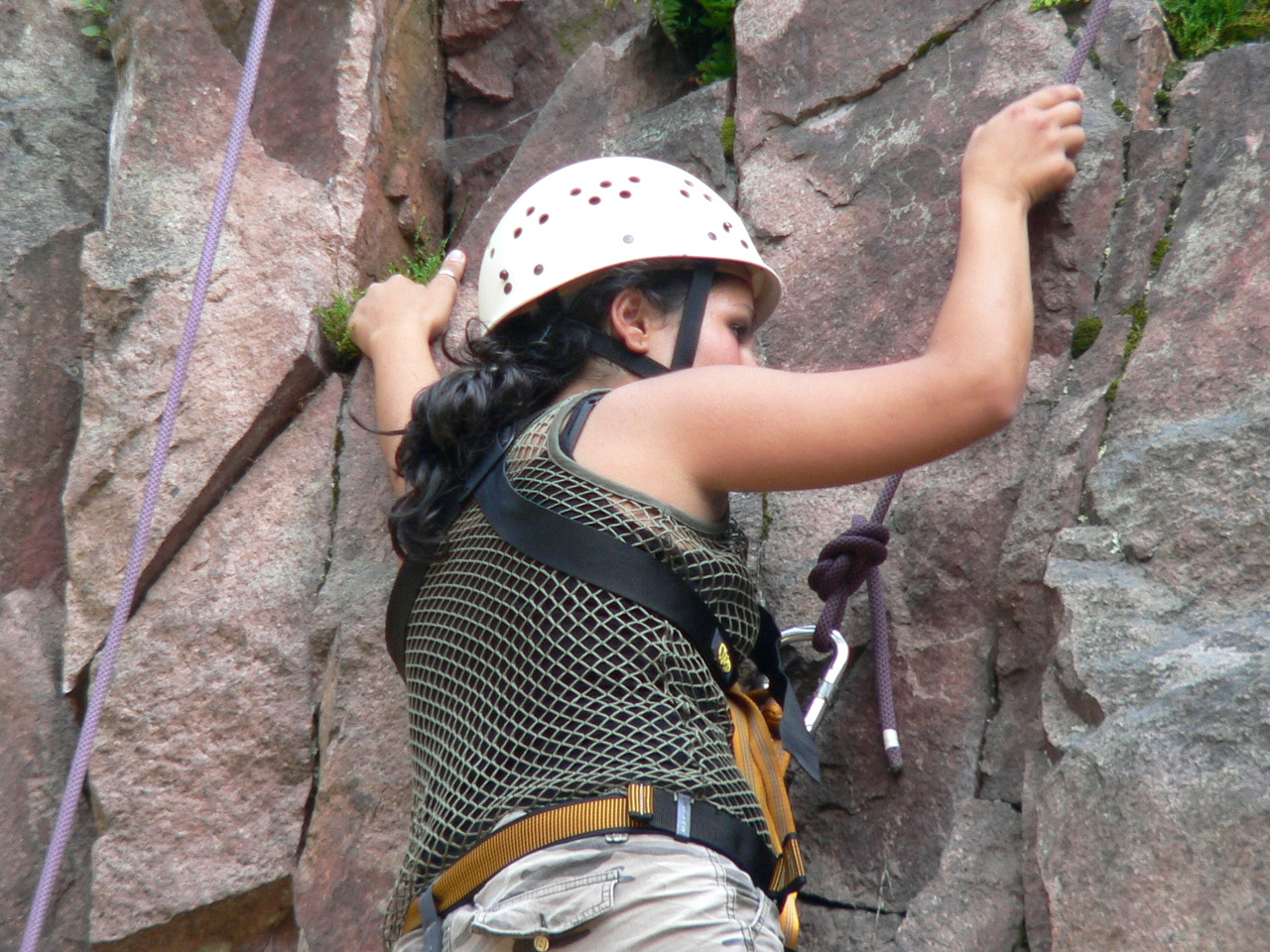
Escaladora utilizando arnês

Um arnês (cadeirinha, arreio) é uma espécie de cinto de segurança para a escalada, a espeleologia, o iatismo, etc.. 

## Etimologia
A palavra "arnês" refere-se a um antigo tipo de indumentária das armaduras de guerra que prendia ao corpo, proteções e armas dos cavaleiros através de correias. Deriva do francês "harnais" (lê-se "arnê"), palavra com origem no antigo vocábulo nórdico "Herrnest" (Herr = guerreiro / nest = provisão), que significa "brigantina".

## Construção
Trata-se de um conjunto de fitas de alta resistência (geralmente um tecido de poliamida, nylon ou outras fibras sintéticas) costuradas de modo a permitir circundar o escalador nas duas pernas e cintura. Na parte frontal possui uma alça onde a corda de segurança é amarrada ou fixada através de um mosquetão. Além disso possui diversos suportes nas laterais e na parte posterior para o transporte de equipamentos a serem utilizados durante a escalada.

## Escalada
A cadeirinha é a única conexão entre o esportista e o restante do equipamento de segurança na escalada. Mesmo sabendo estar corretamente instalado na cadeirinha, procure fazer checagens periódicas durante o percurso, verificando a integridade do material, se as fitas não estão se desprendendo das fivelas ou se o mosquetão está devidamente travado. Faça essa checagem também em seu companheiro de atividade e peça que ele verifique constantemente o seu equipamento. O constante monitoramento do equipamento, das condições ambientais e das pessoas envolvidas são importantes elementos no gerenciamento dos riscos inerentes às atividades verticais. 
O uso de boldriés (cintos-peitorais) como complemento da cadeirinha é indicado como equipamento de reserva e para maior segurança, principalmente quando se está transportando uma mochila nas costas para que assim, no caso de uma queda ou desequilíbrio, você não acabe ficando de ponta cabeça devido ao peso extra acima da linha da cintura.

## Parapente
Depois da criação do parapente em Annemasse na França  rapidamente foi adaptado pelos alpinistas dessa região que pretendiam descer rapidamente para recomeçar nova ascensão. Logicamente adaptaram o arnês num calção ao qual se vinham prender os cabos do parapente.

## Náutica

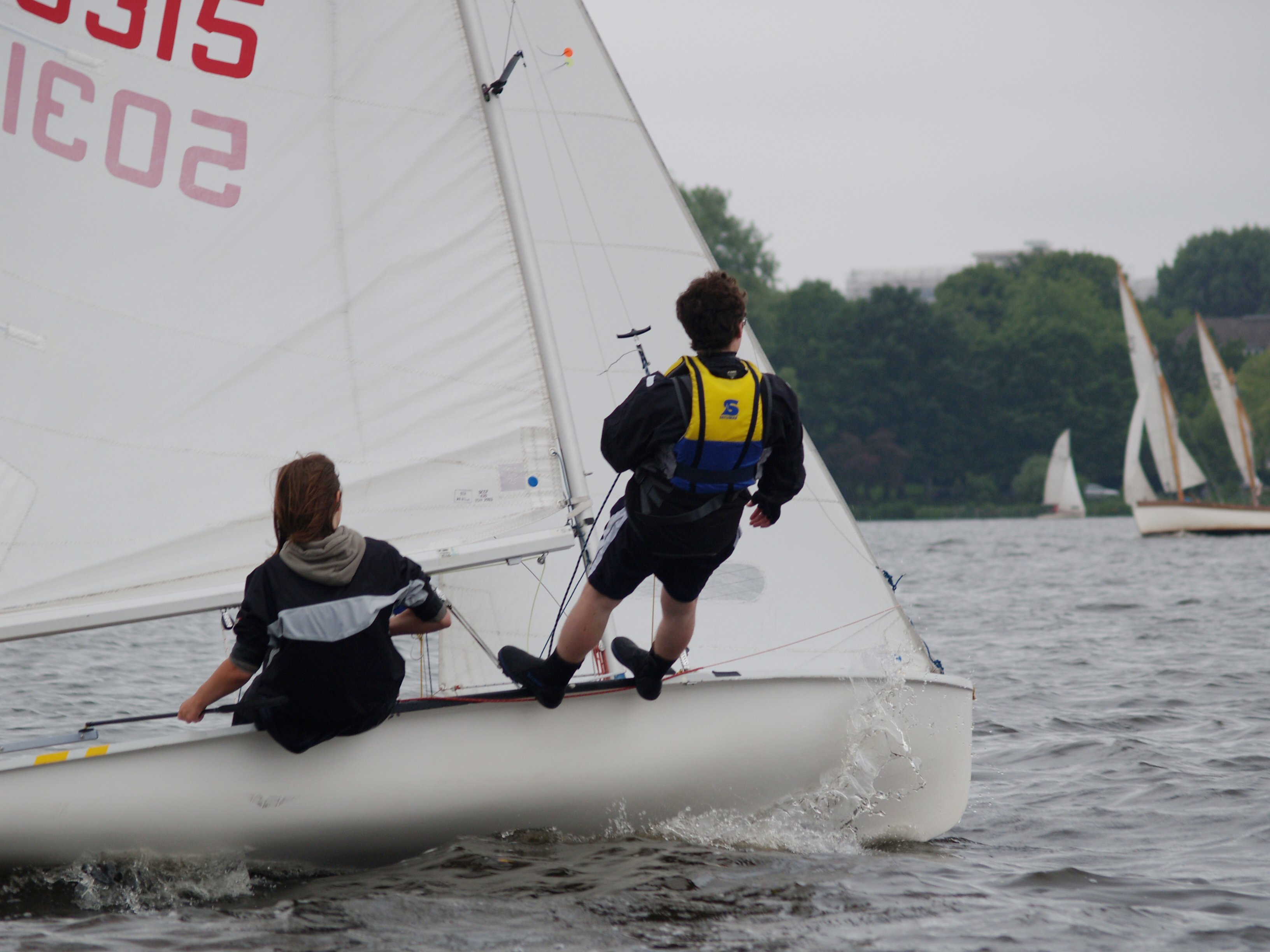
Uso do arnês em um 420

Esse sistema de calção foi em seguida adoptado no veleiro ligeiro para permitir ao proa prender-se ao mastro e sair apoiado nos bordos da embarcação para a equilibrar nas alturas de grande adernamento.
O arnês também é utilizado como cinto de segurança que se fixa à embarcação através da linha de vida quando é preciso efectuar manobras em situações delicadas ou perigosas, como subir ao alto do mastro para reparar uma adriça presa ou trabalhar na proa com mar formado .